# نهر سكاغيت
نهر سكاغيت هو نهر في جنوب غرب كولومبيا البريطانية في كندا وشمال غرب واشنطن في الولايات المتحدة. يصرف النَّهر وروافده مساحة 1.7 مليون فدَّان (690.000 هكتارًا) من جبال كاسكيد على طول الطرف الشمالي من نهر بيوجت ساوند ويصُبُّ فيه.
يتميز مستجمعات المياه في سكاجيت بمناخ بحري معتدل في منتصف خط العرض. تتراوح درجات الحرارة على نطاق واسع في جميع أنحاء مستجمعات المياه. تتراوح درجات الحرارة المسجلة في نيوهاليم من أدنى مستوى 6 درجة فهرنهايت (−21 درجة مئوية) إلى أعلى مستوى عند 109 درجة فهرنهايت (43 درجة مئوية) مع احتمالية حدوث حالات قصوى أكبر في الجبال. عادة ما تسجل أعلى درجات الحرارة في يوليو. الأدنى في يناير.